# ロッキンハートブレイカーズ
『ロッキンハートブレイカーズ』は、2018年に製作・公開された日本映画。

## 概要
広島県尾道市を舞台としている。監督および脚本は島田角栄が担当している。

## キャスト
- 中田彩葉
- 川本三吉
- 島田角栄
- 森由月
- 石原卓
- 安藤八主博
- 坂本顕
- 滝沢悠平
- デカルコマリィ
- 岩切千穂
- 大場吉晃
- リカヤ・スプナー

## スタッフ
- 監督・脚本・編集：島田角栄
- 撮影：上田誠
- 音楽監督：劉智秀